# Guapira ligustrifolia
Guapira ligustrifolia är en underblomsväxtart som först beskrevs av Anton Heimerl, och fick sitt nu gällande namn av Cyrus Longworth Lundell. Guapira ligustrifolia ingår i släktet Guapira och familjen underblomsväxter. Inga underarter finns listade i Catalogue of Life.